# Yadgar Khan
Yadgar Khan, mort en 1469, est le deuxième khan ouzbek de la dynastie des Chaybanides.

## Ascendance
Yadgar Khan est le descendant de Gengis Khan par son fils Djoutchi et petit-fils Chayban.
Sa généalogie est la suivante: Yadgar Khan, fils de Timour Cheikh (russe : Тимур шейха), lui-même fils d'Hadji Touli, fils d'Arapchah, fils de Foulad, fils de Mengou Timour, fils de Badakoul, fils de Djoutchi Bouk, fils de Bahadour Khan, fils de Chayban, fils de Djoutchi, lui-même fils de Gengis Khan.

## Accès au pouvoir
Selon l'historien Roman Potchekaïev, après la mort du khan Aboul Khaïr, qui avait régné d'une main de fer, le pouvoir passe à Yadgar qui est alors d'un certain âge, et il meurt un an plus tard. Le fils d'Aboul Khaïr, Chaïkh Haïdar, lui succède. 
Selon Vadim Trepavlov, Yadgar est déjà nommé khan par le conseil des sultans du vivant d'Aboul Khaïr en 1458, grâce au pouvoir de bey des Manguytes (peuplant la péninsule de Manguistaou), Moussa Bey et du fils de Yagdar, Boureke. Le pouvoir d'Aboul Khaïr s'était en effet considérablement affaibli après sa défaite devant les Oïrates en 1457 et il ne pouvait présenter un autre prétendant.

## Mort
Yadgar meurt rapidement après Aboul Khaïr et la lutte pour le pouvoir s'étend à la génération suivante. Contre l'héritier d'Aboul Khaïr, Cheïkh Haïdar, une coalition importante se soulève, à la tête de laquelle le fils de Yagdar, le sultan Boureke, n'est pas la première figure. 

## Source
- (ru) Cet article est partiellement ou en totalité issu de l’article de Wikipédia en russe intitulé « Йадгар-хан » (voir la liste des auteurs).